# Schloss Schenkenau

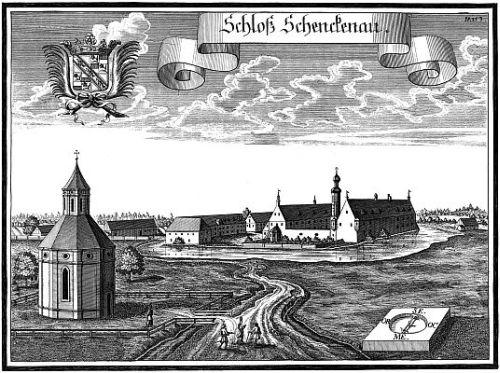
Michael Wening: Schloss Schenkenau in der Historico Topographica Descriptio. München, 1701.

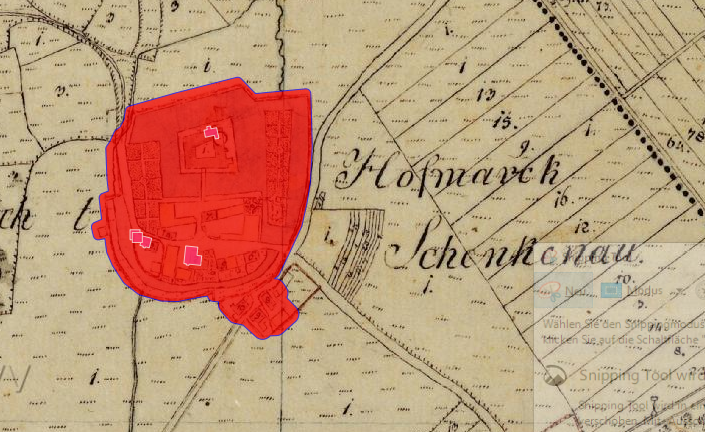
Lageplan von Schloss Schenkenau auf dem Urkataster von Bayern

Schloss Schenkenau ist ein abgegangenes Wasserschloss in Schenkenau in der bayerischen Gemeinde Waidhofen im Landkreis Neuburg-Schrobenhausen. Die Anlage wird als Bodendenkmal unter der Aktennummer D-1-7434-0005 im Bayernatlas als „mittelalterliche und frühneuzeitliche Befunde im Bereich des ehemaligen Wasserschlosses und der Hofmark Schenkenau“ geführt. 

## Geschichte
Schloss Schenkenau dürfte zwischen 1109 und 1135 von den Schenk von der Au als Wasserburg erbaut worden sein. Mit dem Verkauf durch Eberhart Schenk von der Au an Herzog Wilhelm III. von Bayern-München 1417 begann ein steter Wechsel der Besitzer von Schenkenau. Herzog Wilhelm III. verkaufte Schenkenau 1422 an Wernher von Seyboltsdorf und dieser begründete die Linie Seyboltsdorf-Schenkenau, die bis 1608 im Besitz von Schloss und Hofmark blieb. 1608 wurde das Rittergut durch die Gebrüder Stephan, Johann-Georg und Johann-Albrecht von Seyboltsdorf zu Schenkenau an Moritz von Rorbach veräußert. Das Schloss wurde 1632 im Zuge des Dreißigjährigen Krieges von den Schweden zerstört. Der Sohn von Moritz, Heinrich von Rorbach, verkaufte Schenkenau wiederum 1639 an den Marschall und Pfleger zu Reichertshofen Johann Caspar von Eglof von Zell. Bis zirka 1700 wurde das Schloss wiedererrichtet, da es in einem Stich von Michael Wening aus dem Jahr 1701 abgebildet ist. Bereits 1711 ging Schenkenau in den Besitz des Grafen Johann Franz-Xaver von Freyen-Seiboldsdorf, den Pfleger des Landgerichts Moosburg, wurde aber bereits 1739 von seinen Söhnen an den Landmarschall Freiherr Joseph Clemens Freiherrn von Weichs verkauft und ging 1740 an seinen Vetter, den Grafen Karl von Preysing über. 1811 änderte sich der Besitzstand wieder, als Schenkenau von Graf Siegmund von Preysing, Statthalter zu Ingolstadt, an den Freiherrn Maximilian Emanuel von Perfall verkauft wurde. Da dieser Gutsbesitzer von Greiffenberg am Ammersee war und nicht vor Ort wohnte, hatte er keine Verwendung mehr für das Schloss und befahl 1812 die Schleifung desselben, die bis 1815 andauerte. Die Hofmark wurde im Zuge der Verwaltungsreformen in Bayern 1818 in ein Patrimonialgericht innerhalb der Gemeinde Waidhofen umgewandelt. 1839 wurden die Besitzungen in Schenkenau an Graf Maximilian August von Törring-Gutenzell verkauft. Die letzten Adelsvorrechte fielen mit der Revolution 1848.

## Erhaltene Bauwerke
Am Schloßweg in Schenkenau befinden sich folgende früher zum Schloss gehörige Gebäude:
- Ehemaliges Gutshaus, zweigeschossiger Walmdachbau, an der Nordseite Doppelwappen, zweite Hälfte 18. Jahrhundert.
- Katholische Filialkirche St. Nikolaus, ehemalige Schloßkirche, Saalkirche, 1109/35, Turm 17. Jahrhundert; mit Ausstattung.

Von dem Schloss sind noch Reste der Wassergräben erhalten.